# Церковь Святого Филиппа (Ташкент)
Армянская церковь Святого Филиппа в Ташкенте (арм. Տաշքենդի Սուրբ Փիլիպոս հայկական եկեղեցի) — храм Армянской Апостольской церкви в узбекистанском городе Ташкент. Настоятелем церкви является иерей Ованнес Григорян.

## История
Согласно пресс-службе комитета по делам религий при кабинете министров Узбекистана армянская церковь святого Филиппа была официально зарегистрирована 12 января 2007 года.

## Адрес
Церковь расположена по адресу улица Иссык Сув дом 57.
Телефоны церкви:
- + 998 (91) 133-43-41[1]
- + 998 (71) 269-36-26[1]

## Галерея

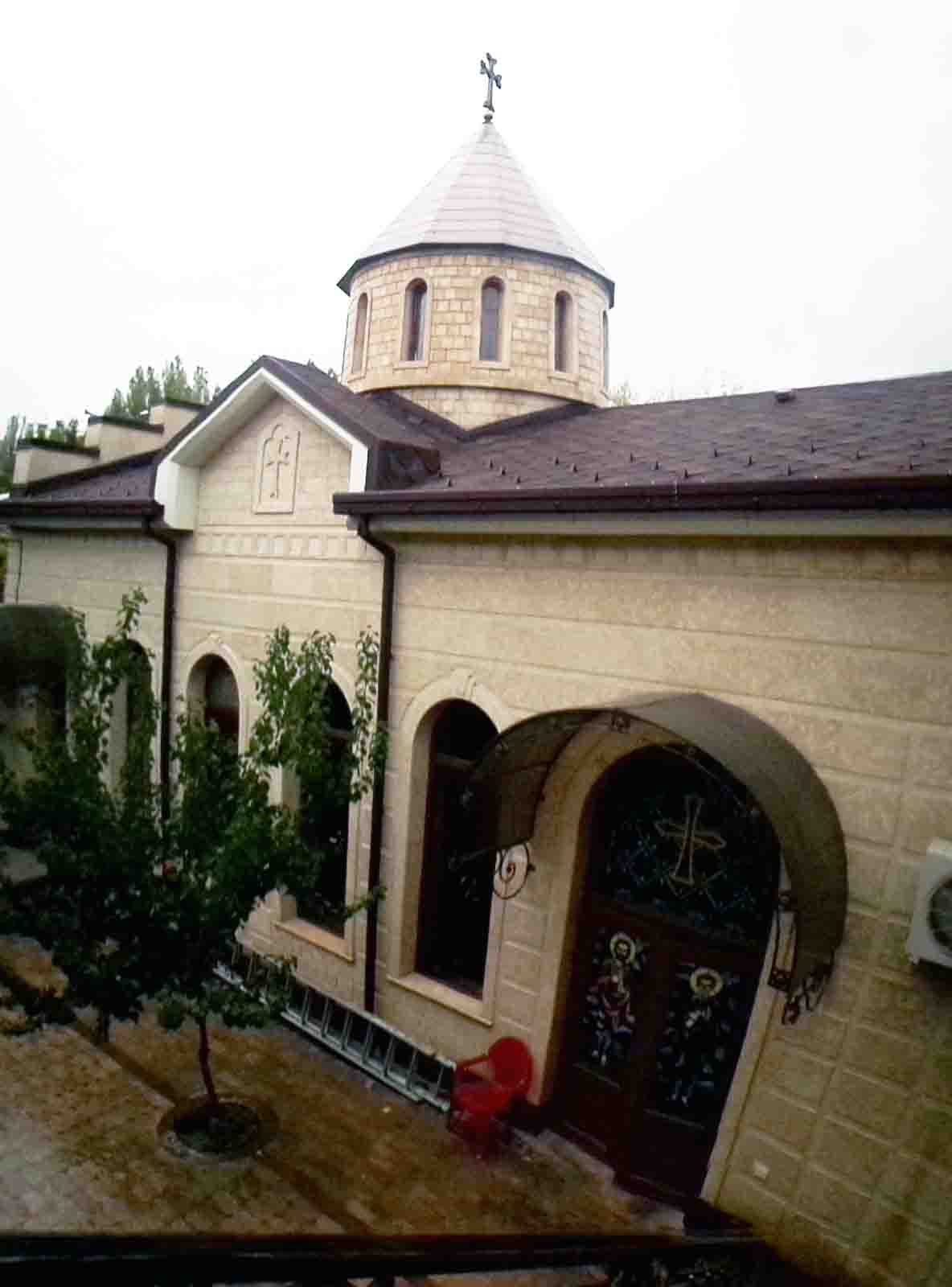
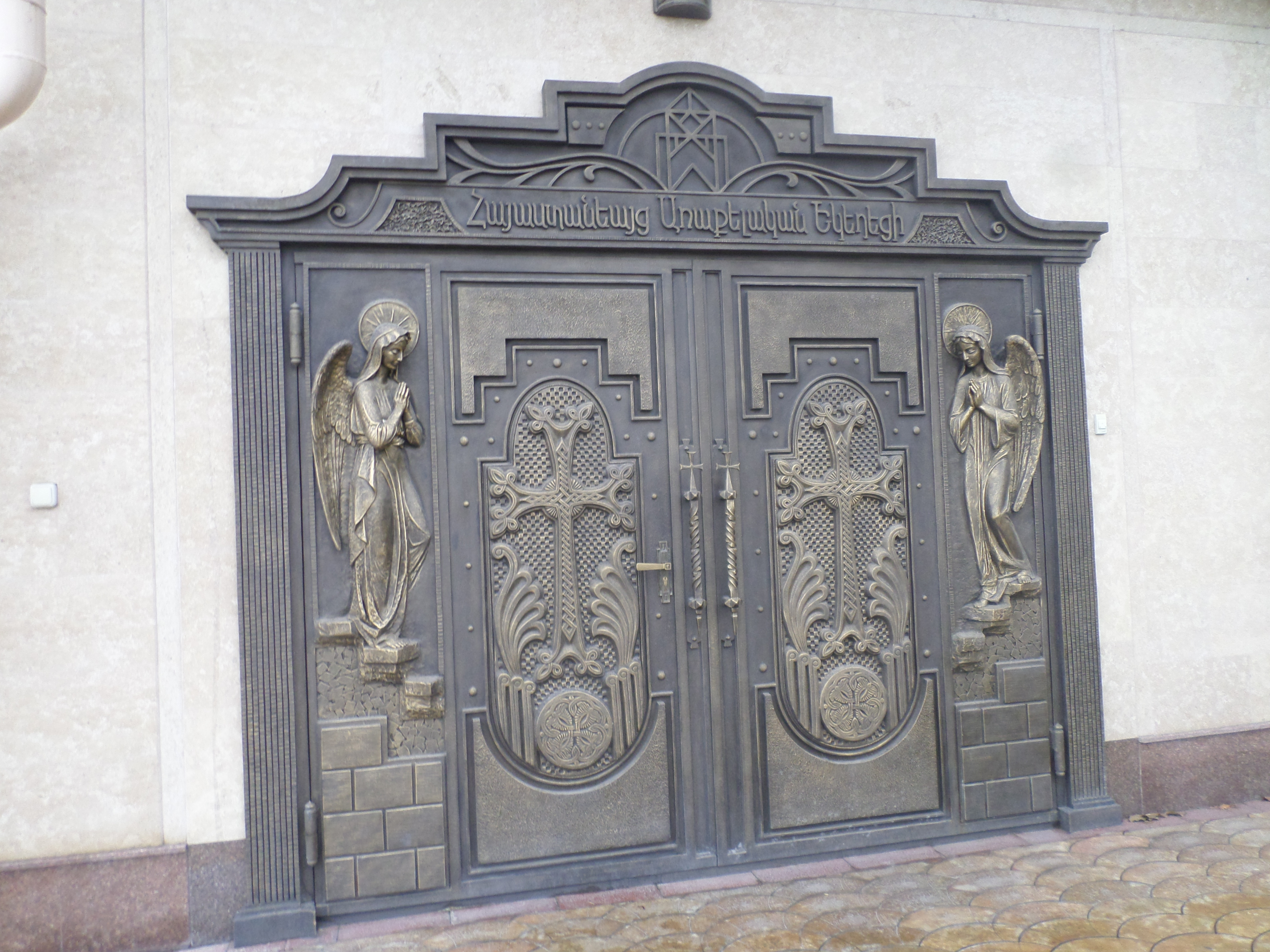
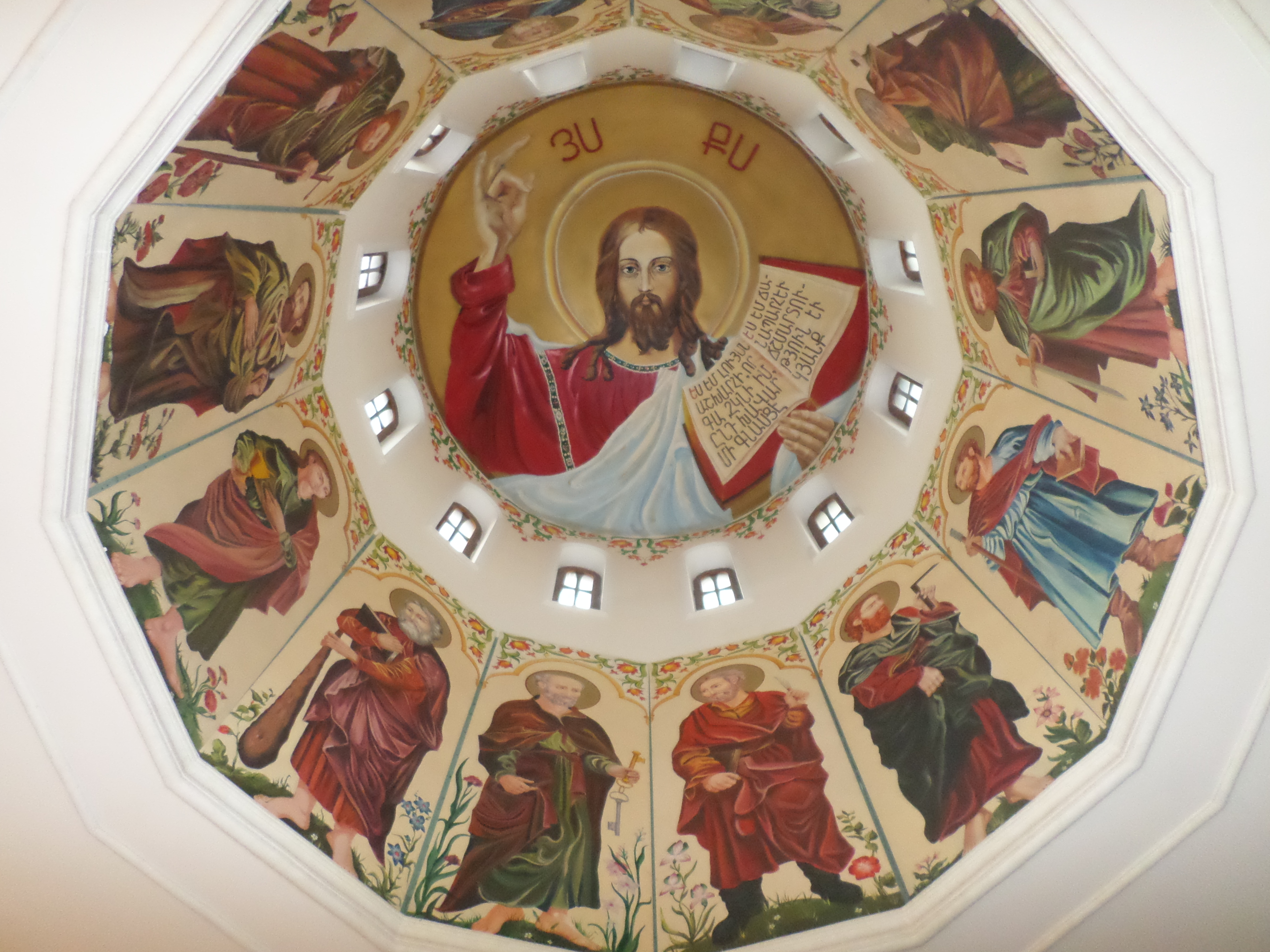
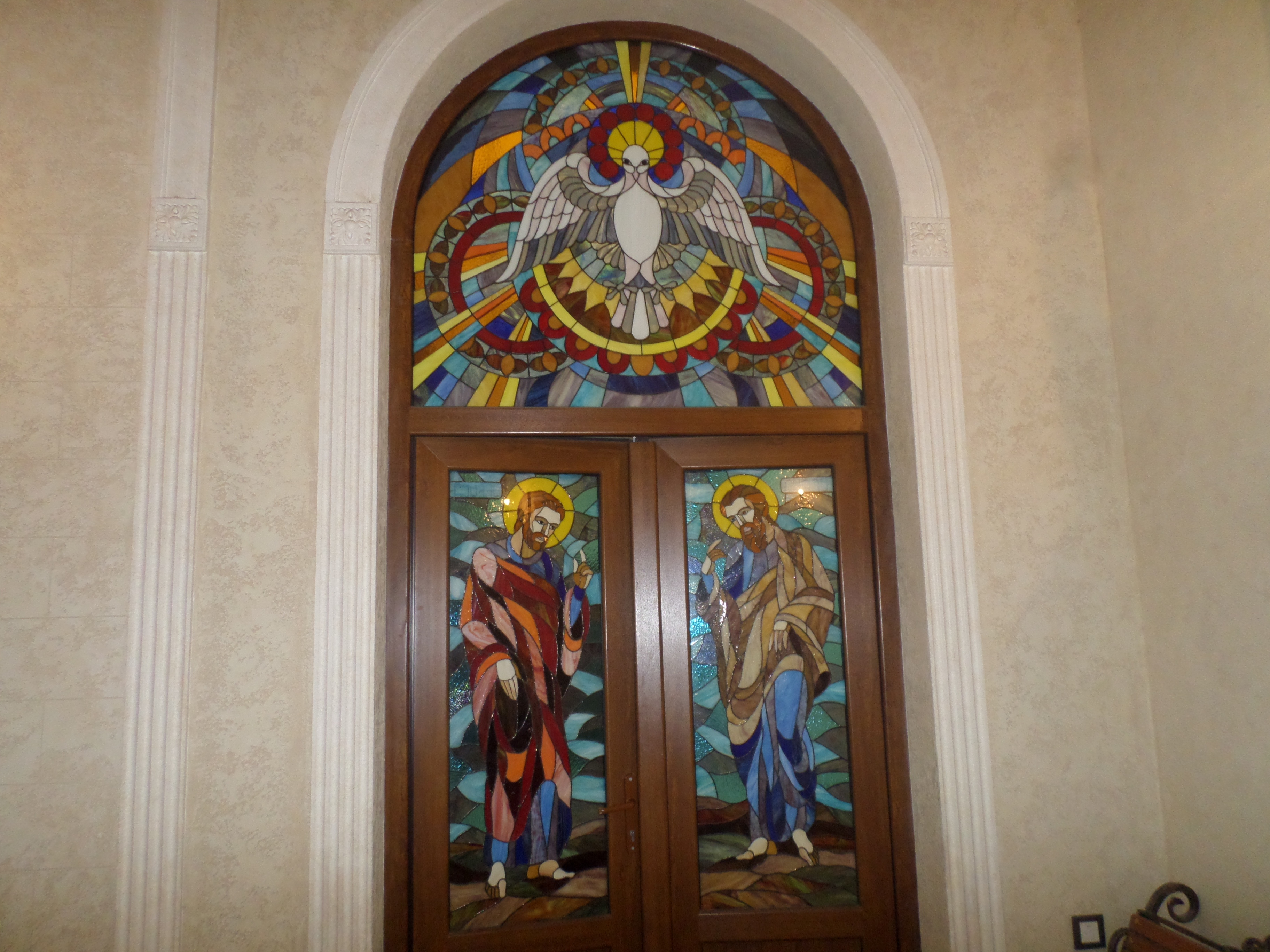
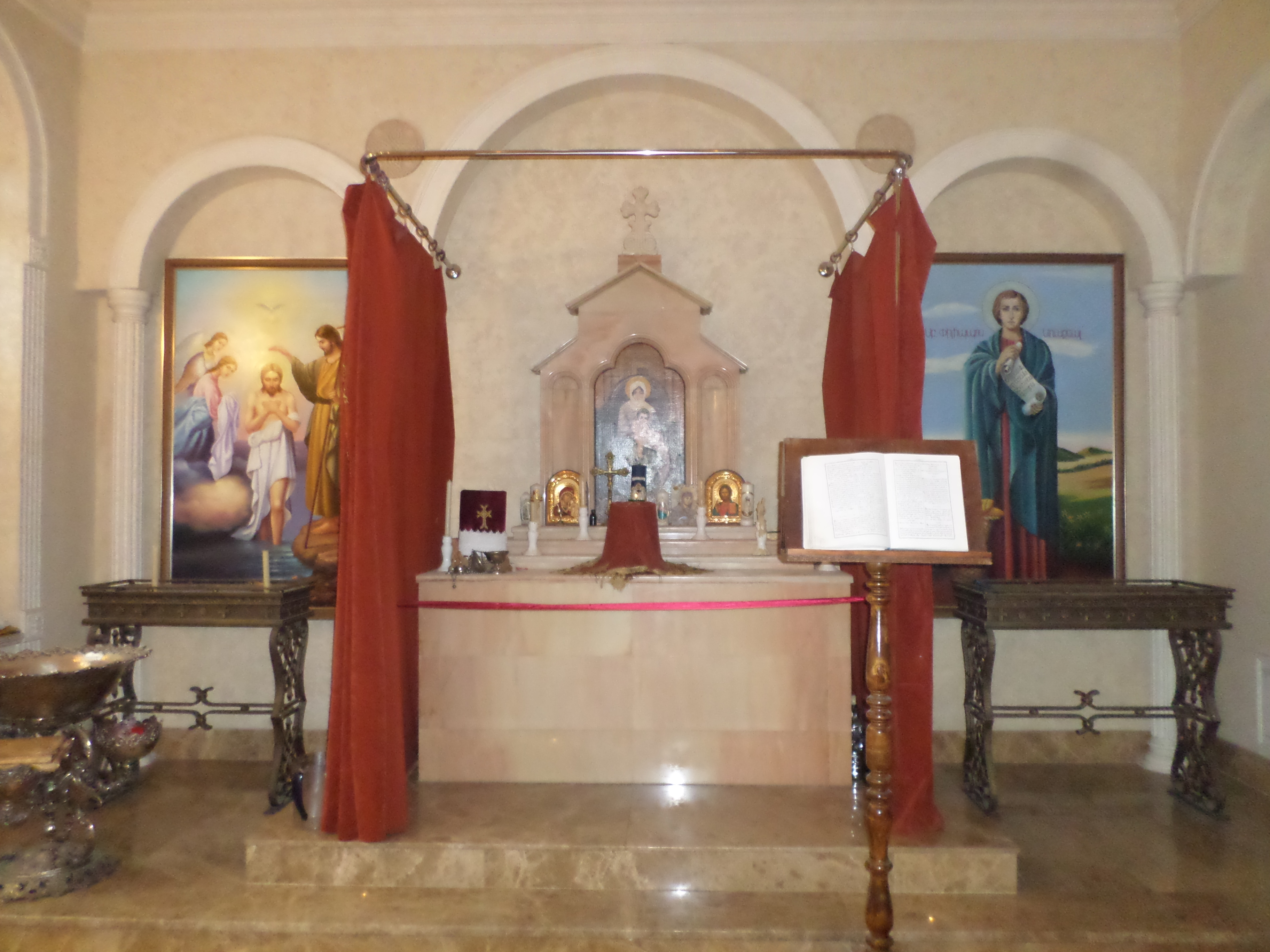
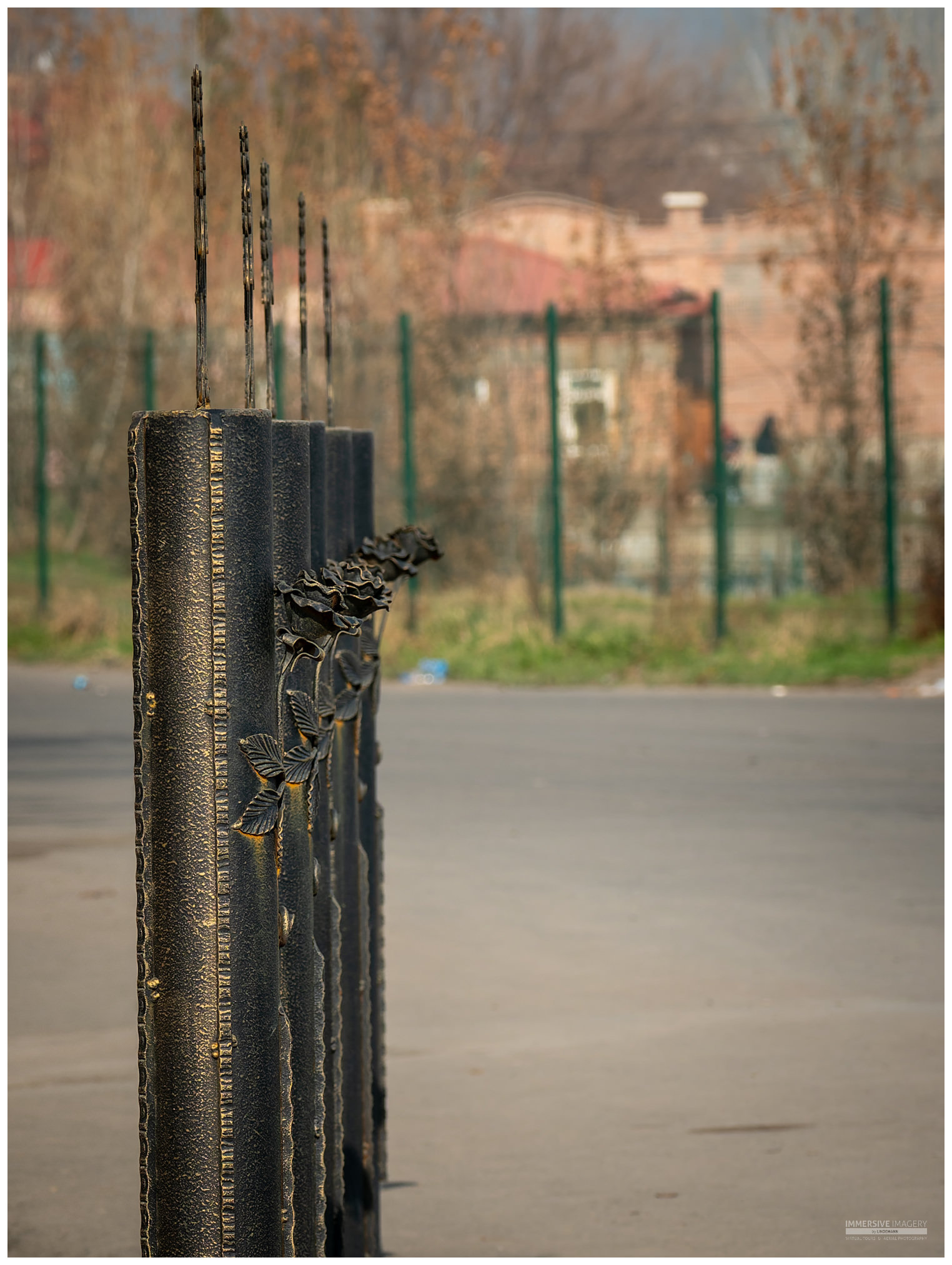
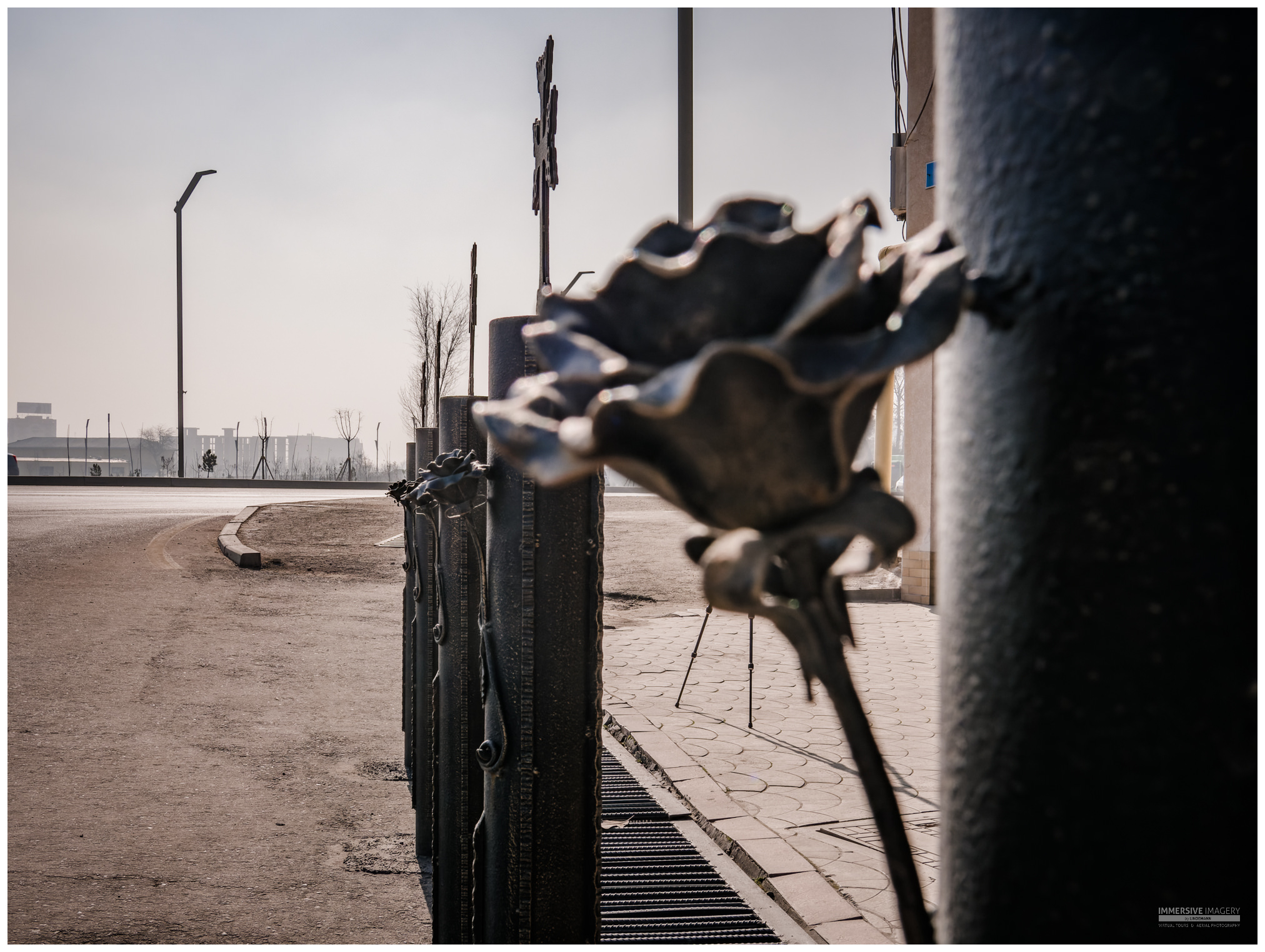
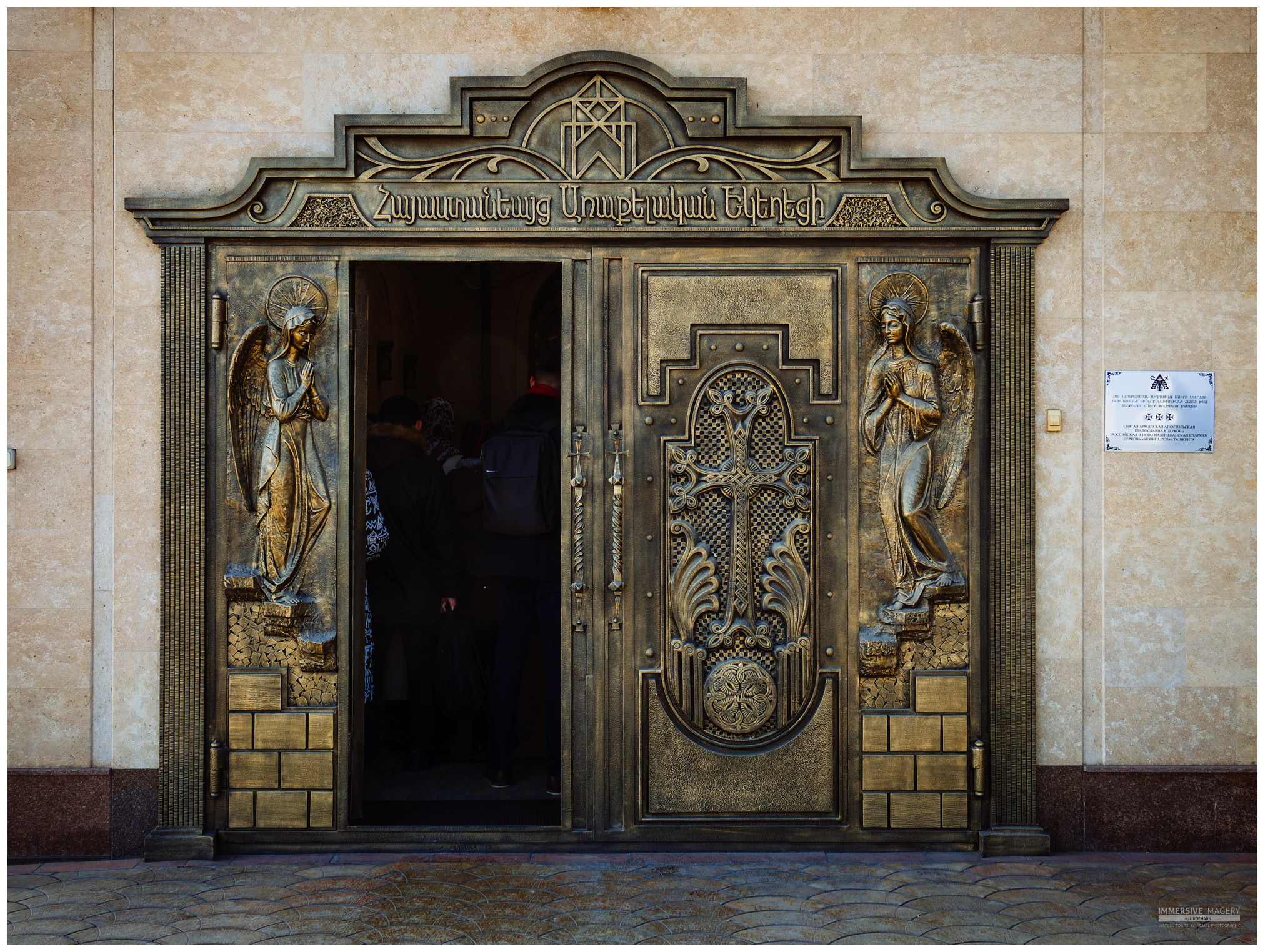
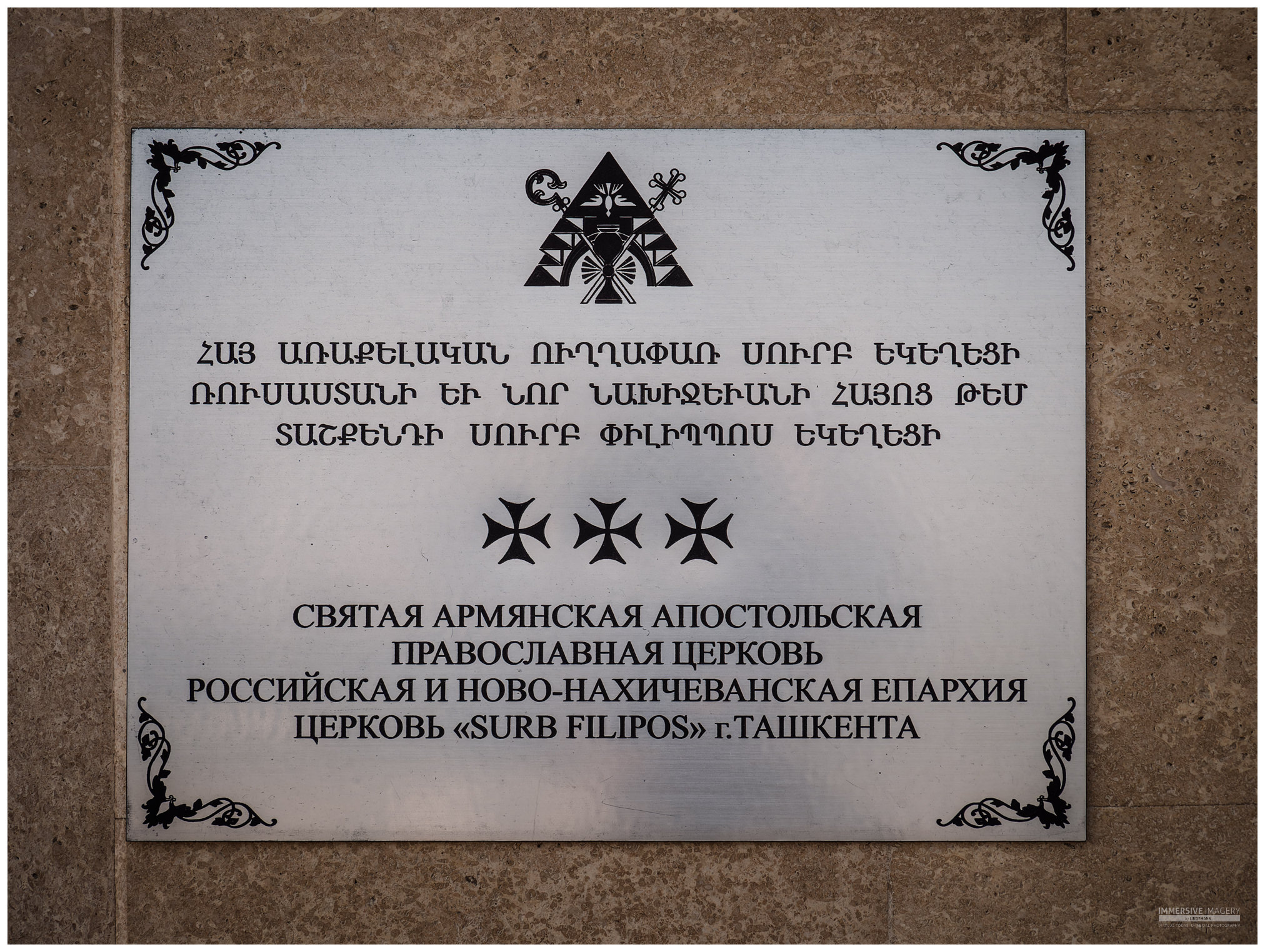
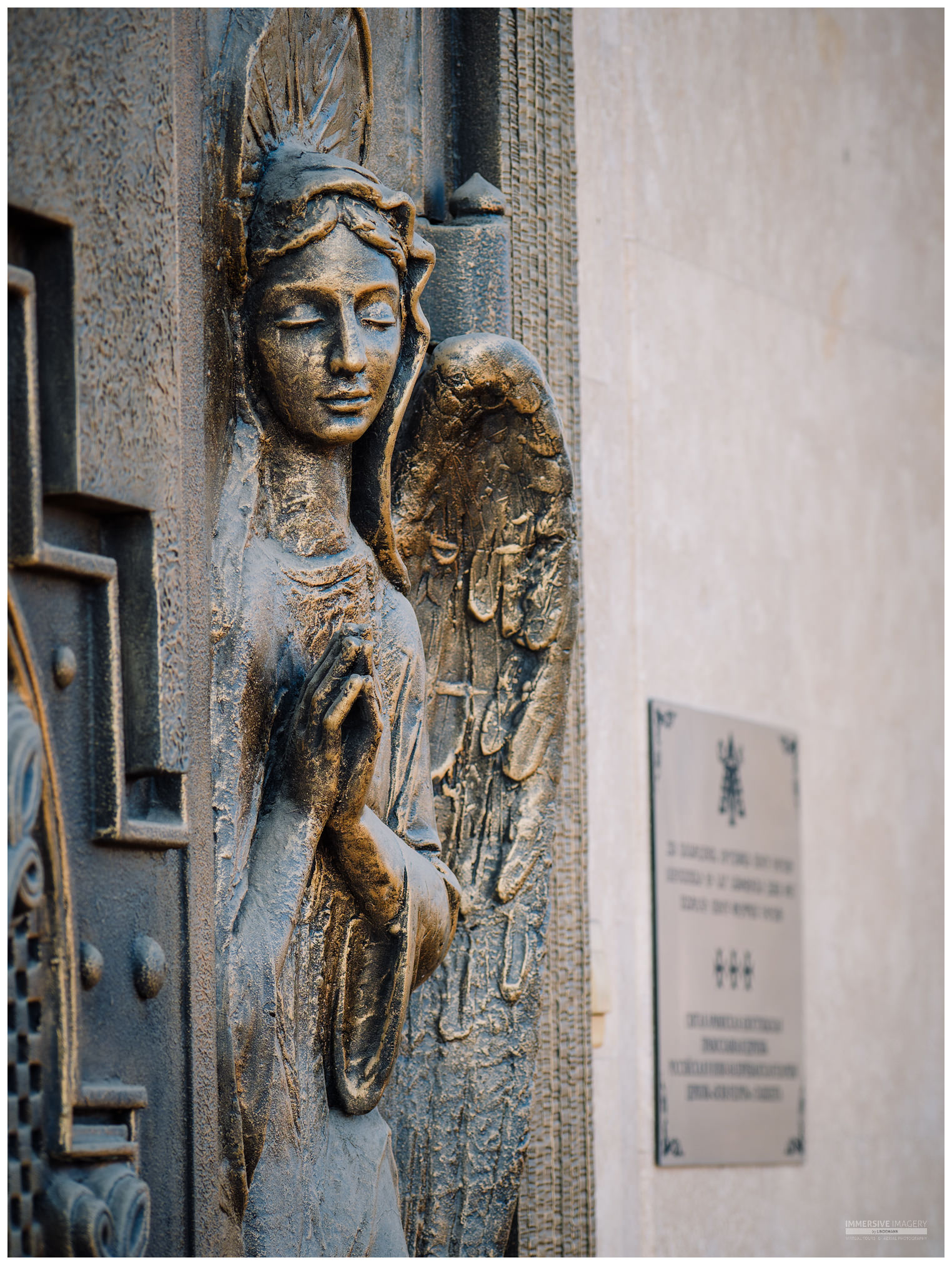
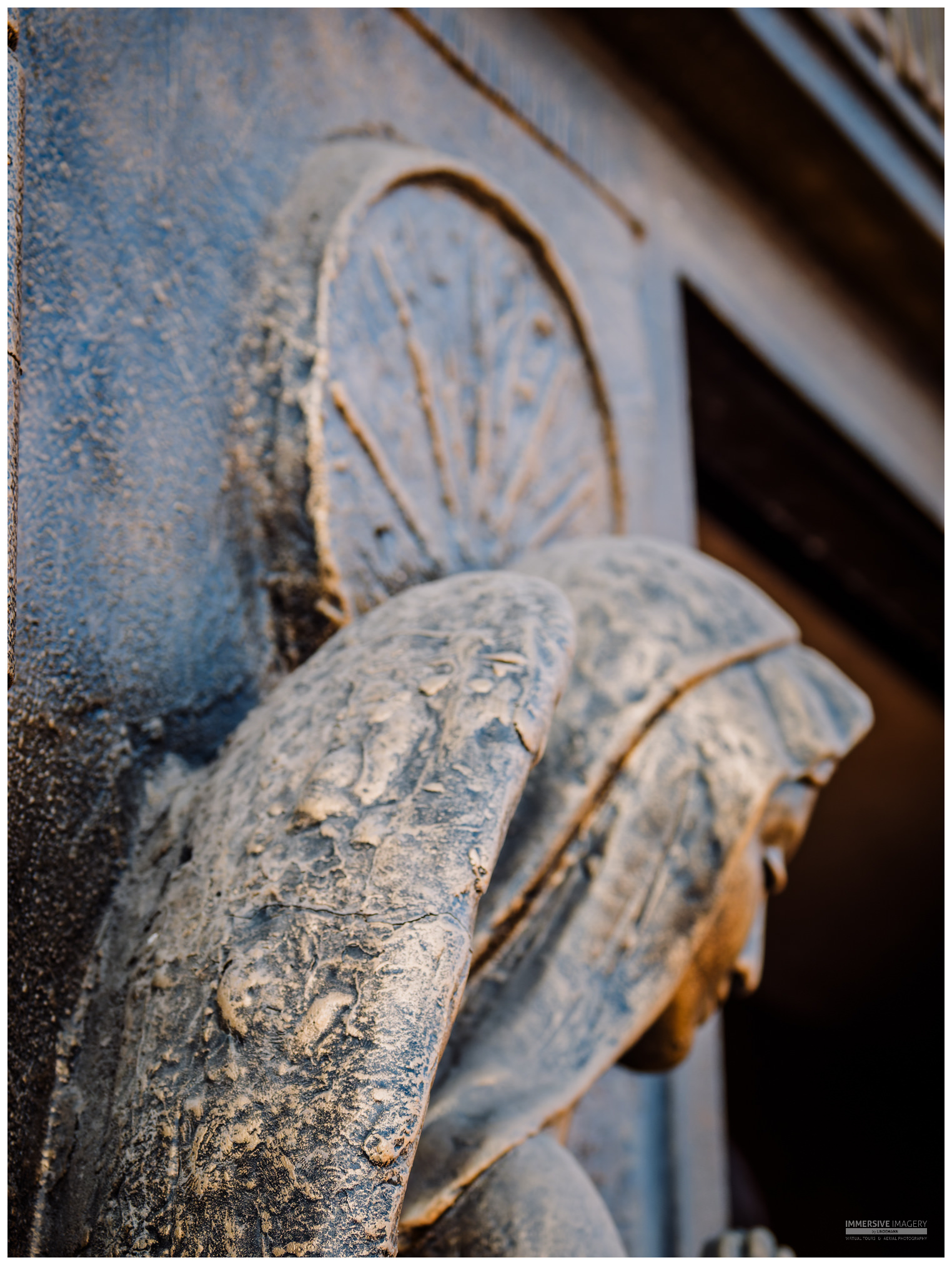
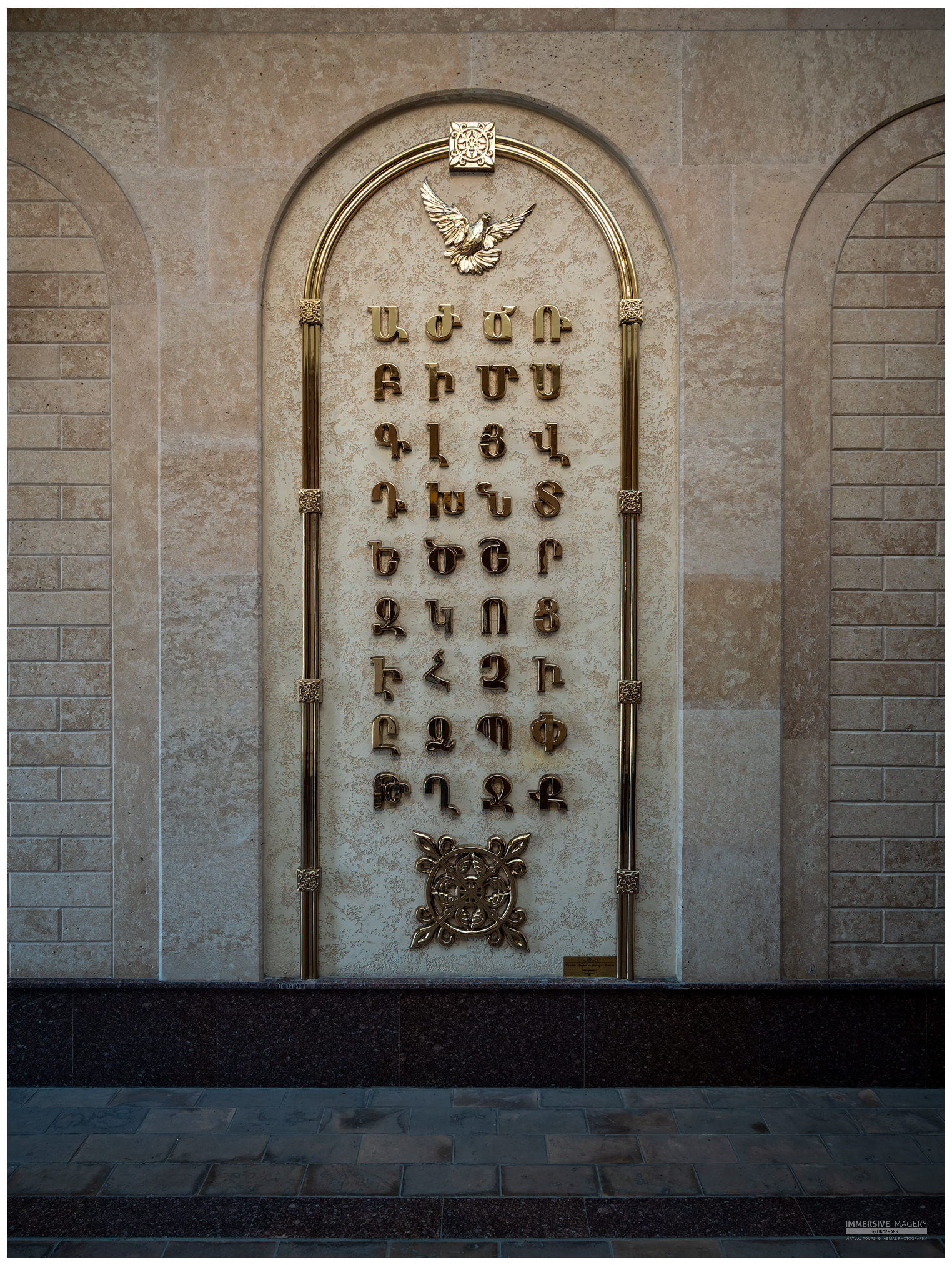
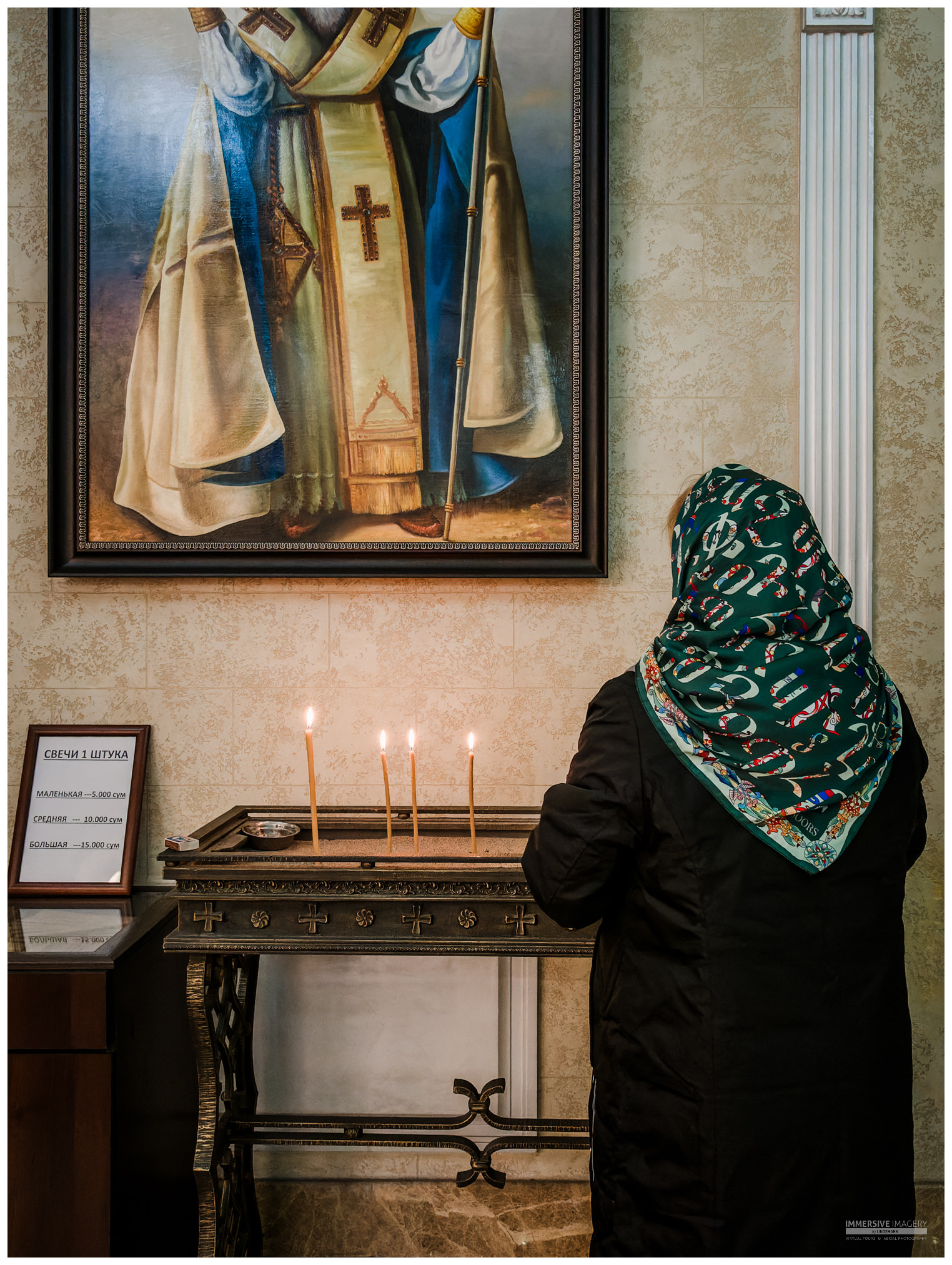
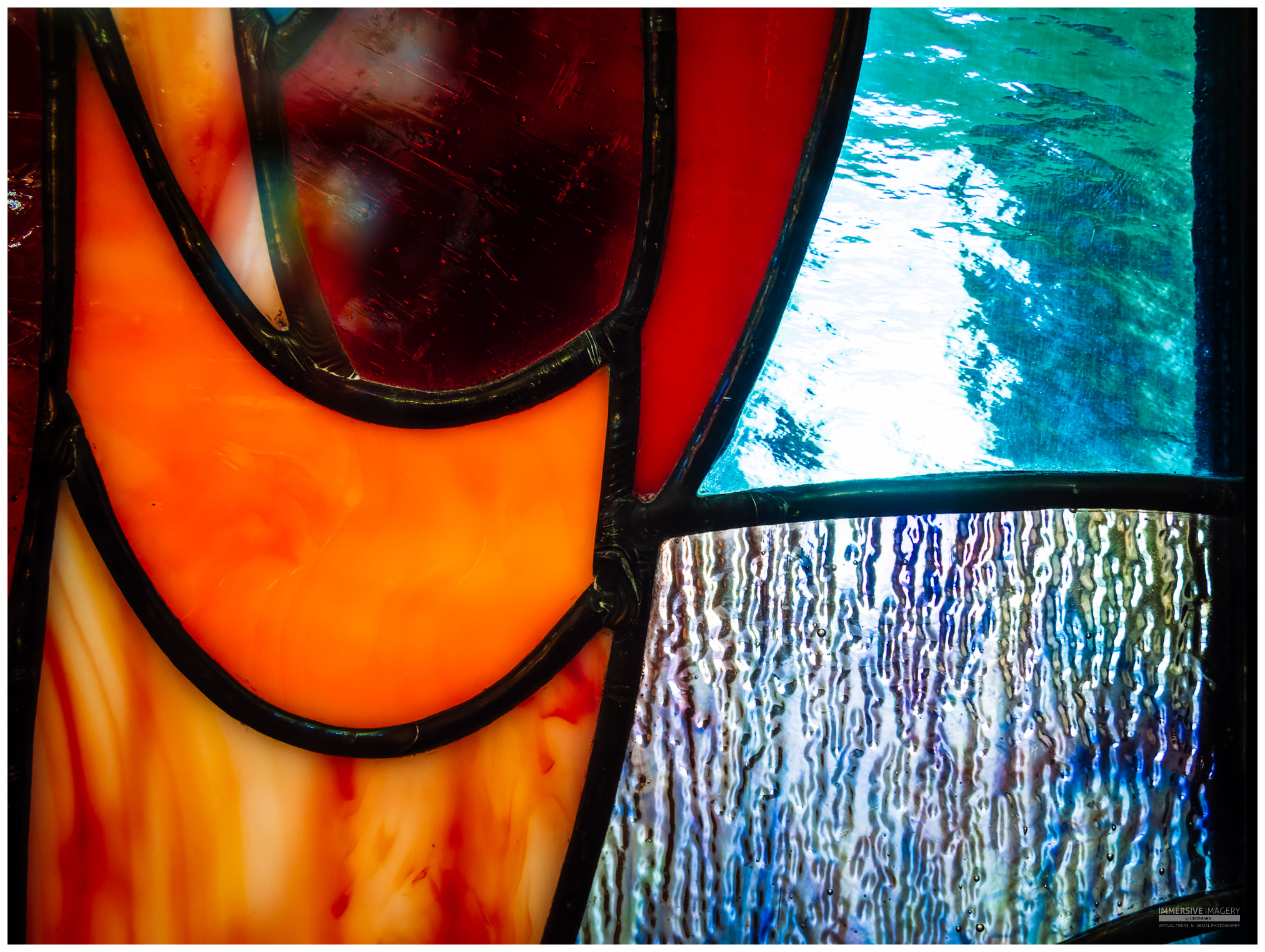
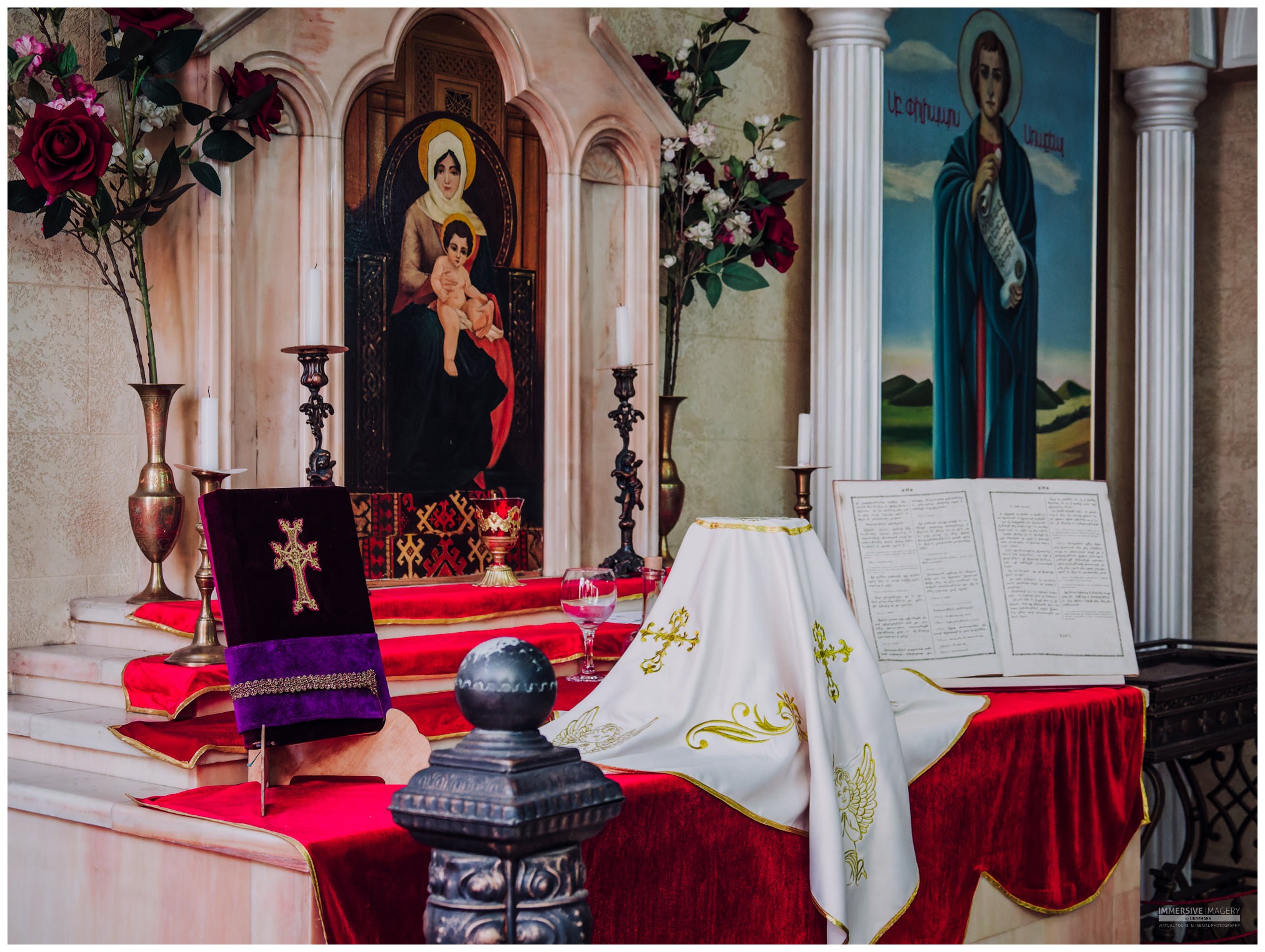
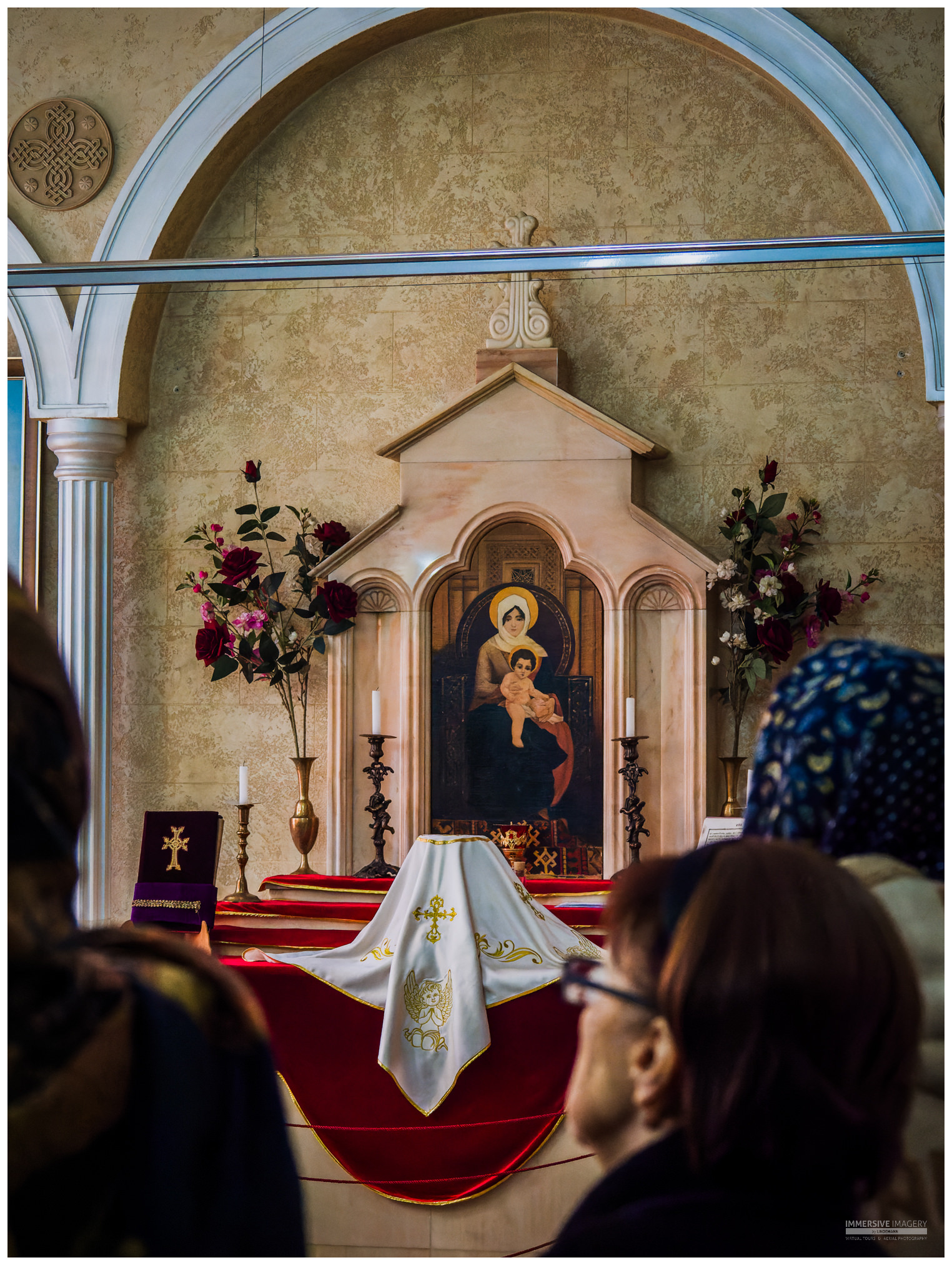
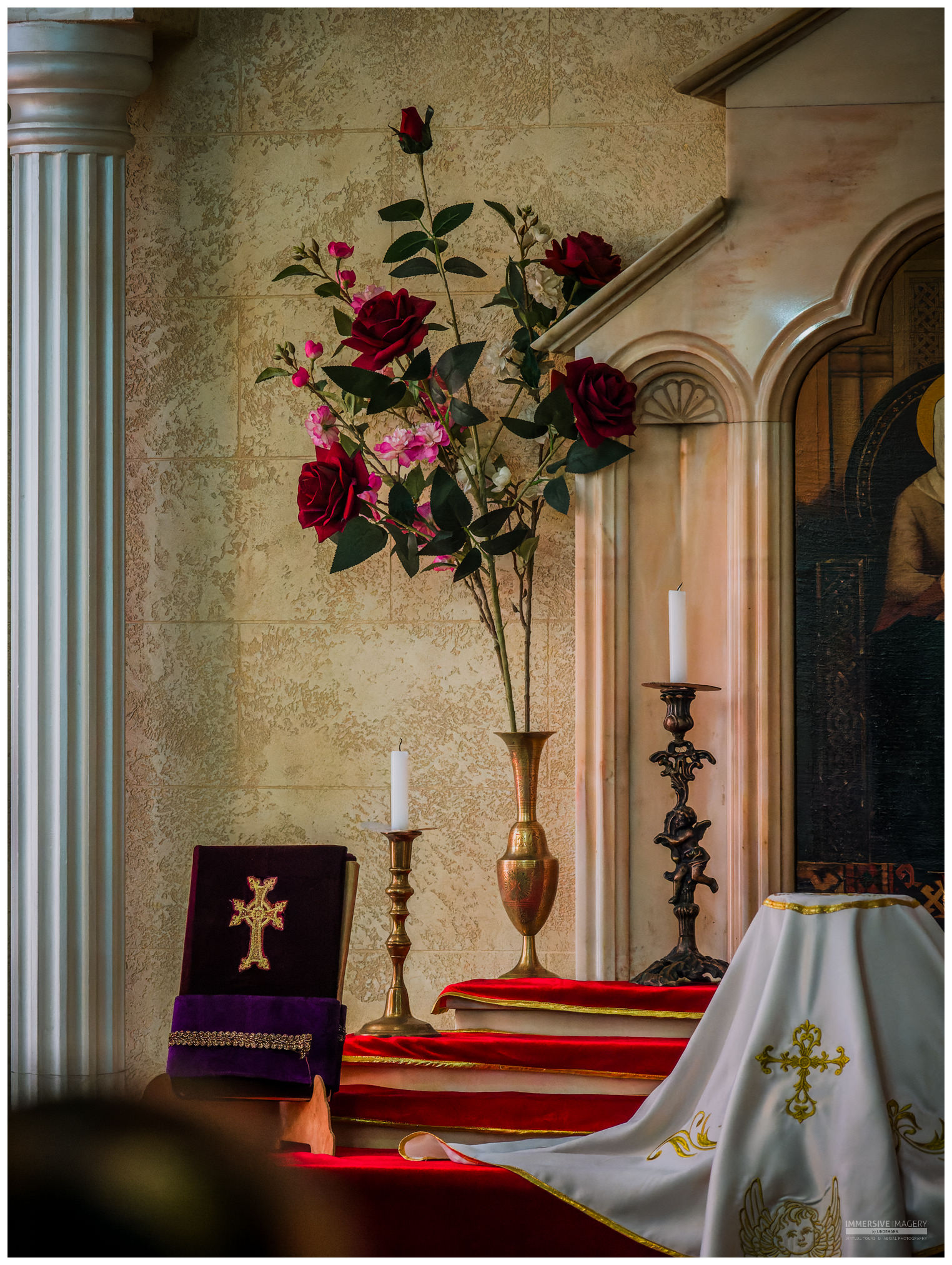
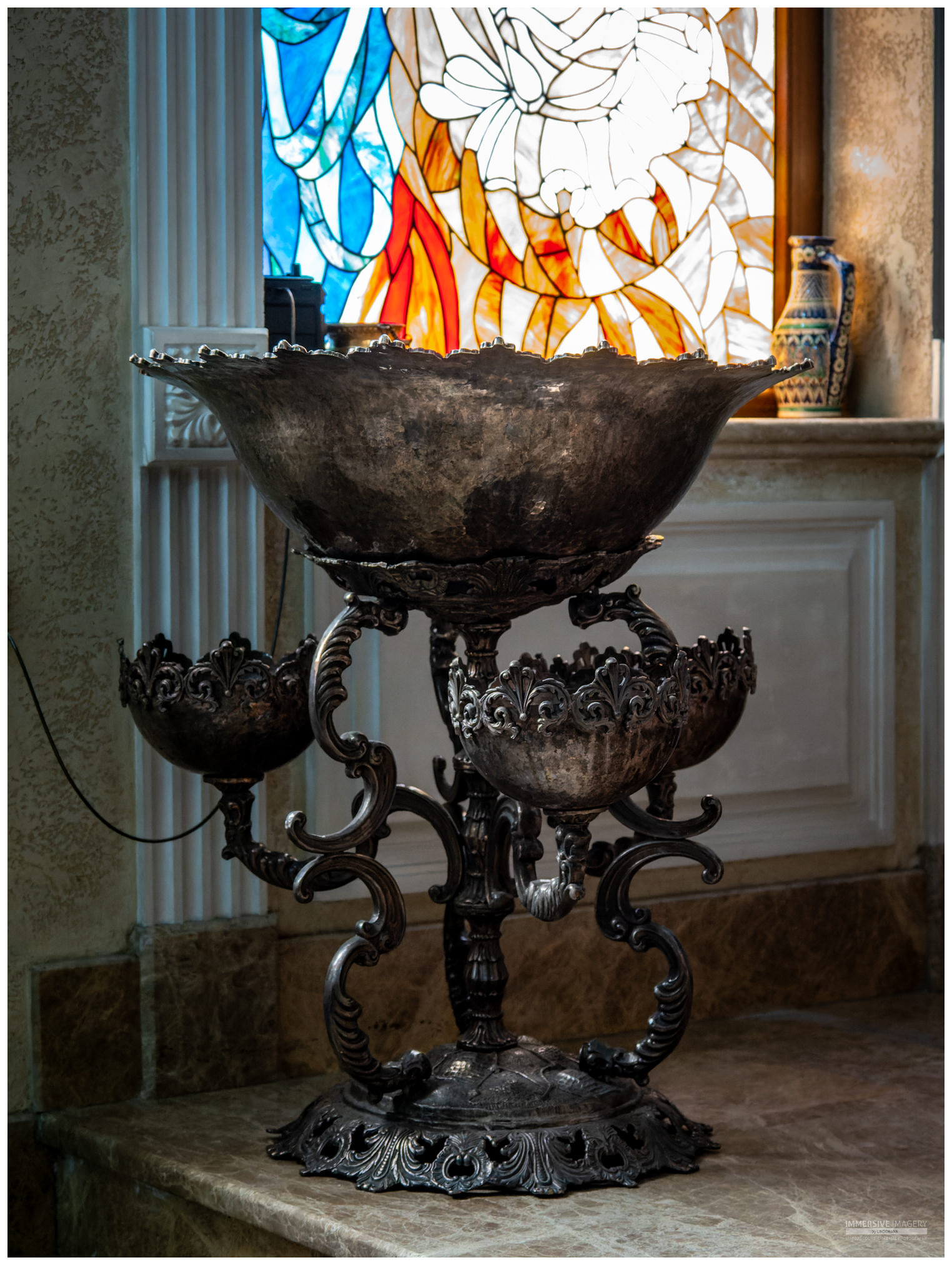
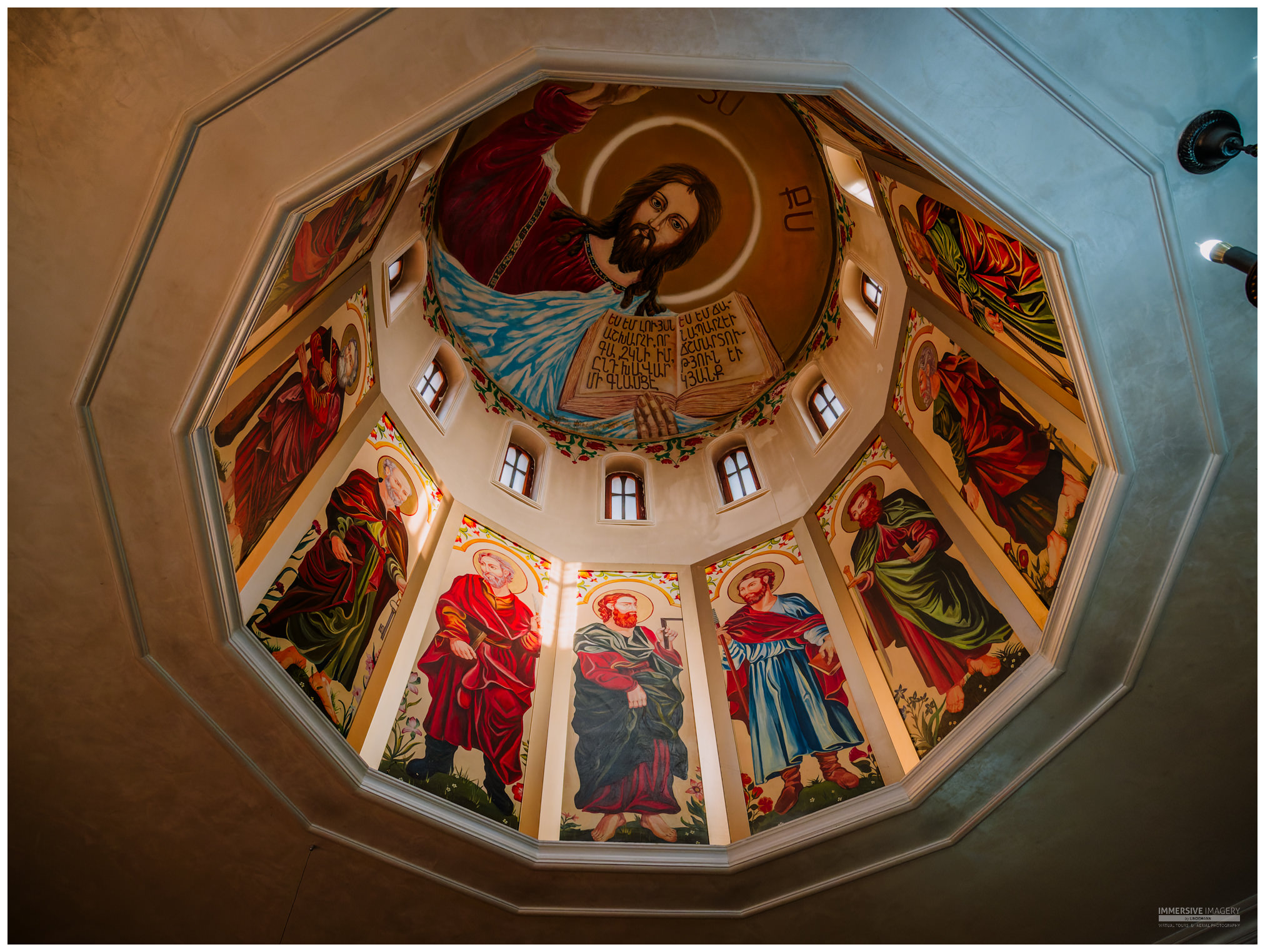